# ネペタラクトン
ネペタラクトン (nepetalactone) は、イヌハッカ (Nepeta cataria) から単離された有機化合物である。その名称はイタリアの都市ネーピの古名ネペテ (Nepete) にちなむ。イヌハッカの水蒸気蒸留により、1941年にはじめて単離された。
二環性のテルペノイドであり、イリドイドの一種である。10個の炭素から骨格が形成され、シクロペンタン部と環状エステル（ラクトン）部分からなる。構造と作用はバレポトリアートと類似する。エナンチオマーを含むいくつかの立体異性体が知られている。最初に単離・構造決定されたのは (4aS,7S,7aR)-(+) 体である。

## 生理作用
ネコなどに対して特徴的な効果を及ぼすのは、イヌハッカ中の (4aα,7α,7aα)-ネペタラクトンであり、両方のエナンチオマーが効果を持つ。およそ75 %ほどの猫が影響を受け、その差異は遺伝子によるものとされている。ネペタラクトンの蒸気が嗅上皮で相互作用を起こすことによって効果が現れる。ヒトへの影響は強くなく、鎮静剤・鎮痙剤・解熱剤として弱い効果を持つのみであるが、多量に摂取すると嘔吐を起こす。昆虫へ作用することも知られており、ゴキブリやカには忌避剤として働くが、ハエには有毒であり、アブラムシにはフェロモンとなる。